# SoftBank 009SH
AQUOS PHONE THE PREMIUM 009SH（アクオス フォン ザ プレミアム ゼロゼロキュウエスエイチ）はシャープによって開発された、ソフトバンクモバイルの第3世代移動通信システム（SoftBank 3G）端末である。ソフトバンクモバイル スマートフォンシリーズのひとつ。OSはAndroid 2.3を搭載している。ここではYahoo! JAPANとの共同開発機種であるYahoo! Phone 009SH Yについても記述する。

## 概要
2011年夏モデルである006SHの事実上の兄弟機種で、緊急速報メールをサポートしている。

デザイン面ではテクスチャー調のデザインを採用しており、光の当たり方によって質感が変わる。

なお、防水性能は備えていない。

## Yahoo! Phone 009SH Y
同じくソフトバンクグループであるYahoo! JAPANとの共同開発モデルで、本機種がベースとなっている。

009SH Y独自のアプリとしては、ホームアプリ「Yahoo!ホーム」が搭載されるほかヤフーの13種類のAndroid向けアプリがプリセットされている。

## その他機能
| 主な対応サービス                                                       | 主な対応サービス                                       | 主な対応サービス                               | 主な対応サービス                              |
| ---------------------------------------------------------------------- | ------------------------------------------------------ | ---------------------------------------------- | --------------------------------------------- |
| タッチパネル                                                           | qHD液晶 4.0インチ                                      | フルブラウザ                                   | 3G ハイスピード 14.4Mbps(受信)/5.76Mbps(送信) |
| Android 2.3.3                                                          | Flash 10.2                                             | WiFi                                           | GPS                                           |
| 800万画素カメラ                                                        | ワンセグ                                               | デジタルオーディオプレーヤー(AAC)(WMA)         | おサイフケータイ\|                            |
| Bluetooth（Ver.3.0／SPP、A2DP、AVRCP、HFP、OPP、HSP、HID、PBAP、DUNP） | 赤外線通信（IrDA 1.3／IrMC 1.1／IrSimple™ 1.0／IrSS™） | メロディ・着信メロディ 128和音 ※MA-7／SMAF対応 |                                               |